# Youssef en Kamal
Youssef en Kamal est un duo de hip-hop néerlando-marocain, originaire de Woensel, un quartier d'Eindhoven, aux Pays-Bas. La plupart de leurs chansons sont teintées d'humour noir et sont des satires de la société.
Les deux membres représentent l'image stéréotypée de jeunes marocains, décernée ou attribuée par la société néerlandaise. Leur premier concert de rap en duo s'effectue en 2004 sur la plate-forme en ligne ML75. Ils se popularisent par la suite à l'échelle nationale, sans que le public sache s'il s'agit d'un duo fictif ou d'un véritable groupe. Dans les années qui suivent, ils apparaissent sporadiquement aux côtés d'autres rappeurs locaux dans des clips vidéo.

## Biographie
Au début du 21e siècle, des rappeurs amateurs néerlandais émergent et diffusent leurs performances sur Internet. Le terme de diss a souvent été ajouté sur des morceaux traitant notamment du fondamentalisme, de l'antisémitisme, et insultant copieusement les autres rappeurs. Ces morceaux comprenaient également des fautes de langue et des problèmes techniques sonores. Cette période voit paraitre des noms tels que Nieuwe Allochtoonse Generatie (NAG), Tuindorp Hustler Click (THC) et Den Haag Connection (DHC). 
C'est de cette période que le duo Youssef en Kamal émerge en guise de parodie, vers 2005. Le duo décidera de tirer avantage de ces diss songs en les parodiant et en les satirisant. Leur chanson De Kermis apparait dans la compilation Homegrown 2005, qui représente de nouveaux talents, aux côtés de noms établis (comme Opgezwolle et Brainpower). Ce CD sera vendu dans une variété de magasins de disques dans le pays. Le 29 décembre 2007, la chanson Woensel Bitch provoque la polémique. Ce jour-là, le clip vidéo de la chanson était publié sur le site web GeenStijl. Le clip, enregistré dans le même style que dans la veine des clips de rap français, montrait à tort des quartiers de Woensel, qu'ils faisaient passer pour des banlieues françaises.
À partir de 2008, le duo devient moins actif, ce qui amène Kamal à jouer en solo sous le nom de Killer Kamal. La chanson Woensel, sur laquelle le duo a collaboré avec Fresku, Opgeschore, Lange Ritch et Pietju Bell, est incluse dans la bande-son du film New Kids Nitro en 2012. En 2014, le duo contribue à un remix de la chanson Dat Doen We Niet Meer de Önder Doğan (Turk). Puis Killer Kamal participe à différents morceaux.

## Discographie

### Albums studio
- 2006 : De kermis
- 2008 : Sebbat Life
- 2012 : Woensel